# Hôtel de Vaurs
L'hôtel de Vaurs situé entre la rue Chaudordy et la rue des Juifs, à Agen, dans le département de Lot-et-Garonne.

## Historique

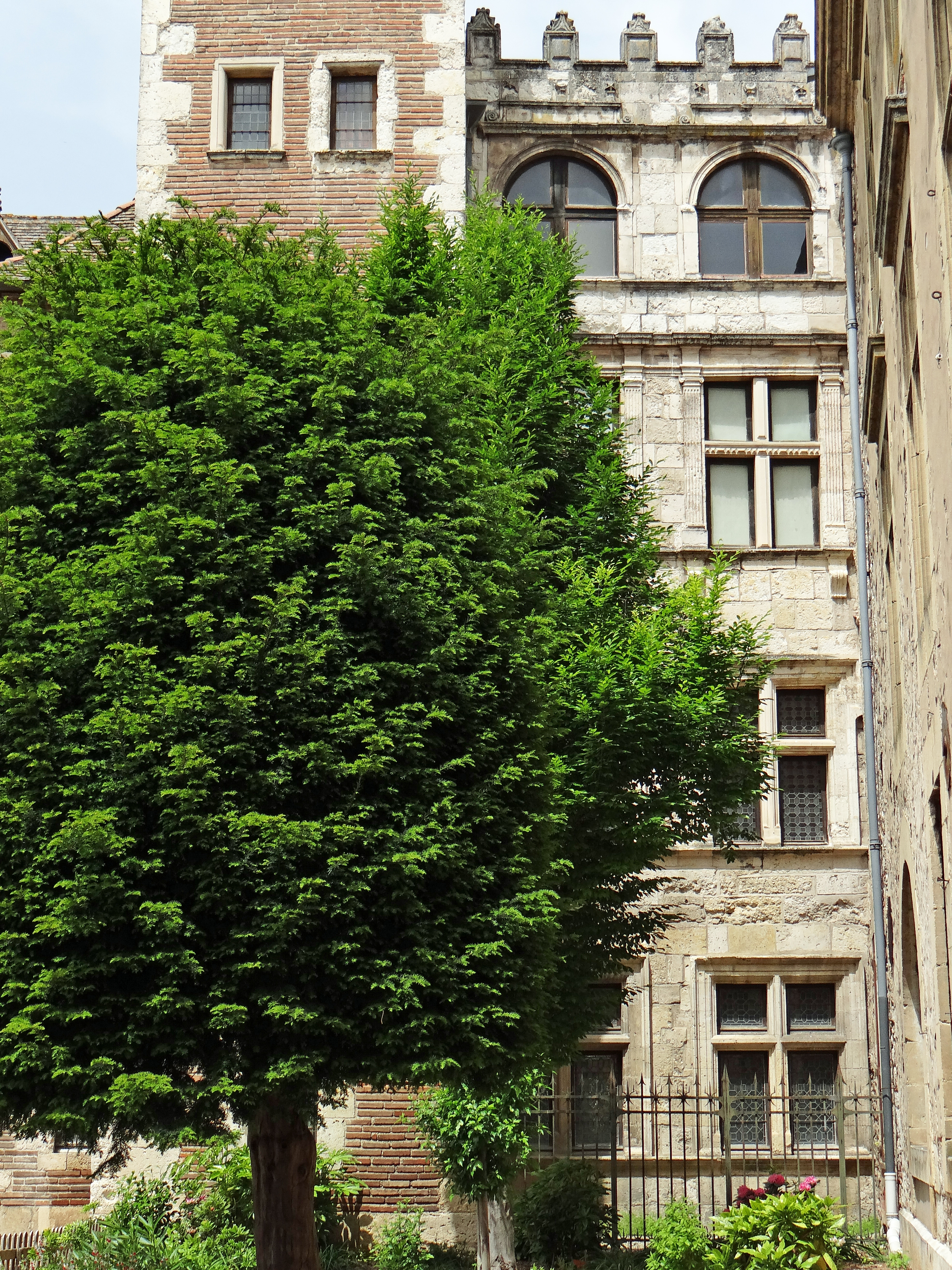
La façade de l'hôtel sur la place du docteur-Esquirol

On peut lire dans le cadastre de 1566 :
Sire Gerauld Michel dit Ferron, marchant, pour une maison assize en ladicte rue des Juifz, joignant celle dudict de Verges, qu'il a acquise de feu Jacques de Vaurs, sortant en carrerot de Monravel, dix deniers et mailhe.
Ferron était un riche négociant d'Agen et possédait six maisons dans la ville. La famille de Vaurs était une famille ancienne d'Agen. Il est probable que l'hôtel ait été construit par Jacques de Vaurs, probablement pendant le règne d'Henri II ou les dernières années de celui de François Ier.
Les descendants de Gerauld Michel, dit Ferron, n'ont pas conservé l'hôtel car il appartenait aux héritiers de Jean de Monmejan, en 1658.
L'hôtel est acheté en 1765 aux héritiers de l'humaniste Scaliger au prix de 8 000 livres tournois pour le transformer en prison. Cette transformation a entraîné des dégradations dans l'hôtel.
Quand a été fondée la Société du musée d'Agen par la Société académique d'Agen pour abriter son musée devenu le musée des beaux-arts d'Agen,, la municipalité d'Agen a mis à sa disposition deux hôtels particuliers, l'hôtel de Vaurs et l'hôtel d'Estrades, en 1876. Léopold Payen a dirigé la restauration et a assuré la responsabilité de toutes les réparations à faire à ces hôtels. 
L'hôtel a été classé au titre des monuments historiques le 18 avril 1903.